# Rathaus (Levoča)

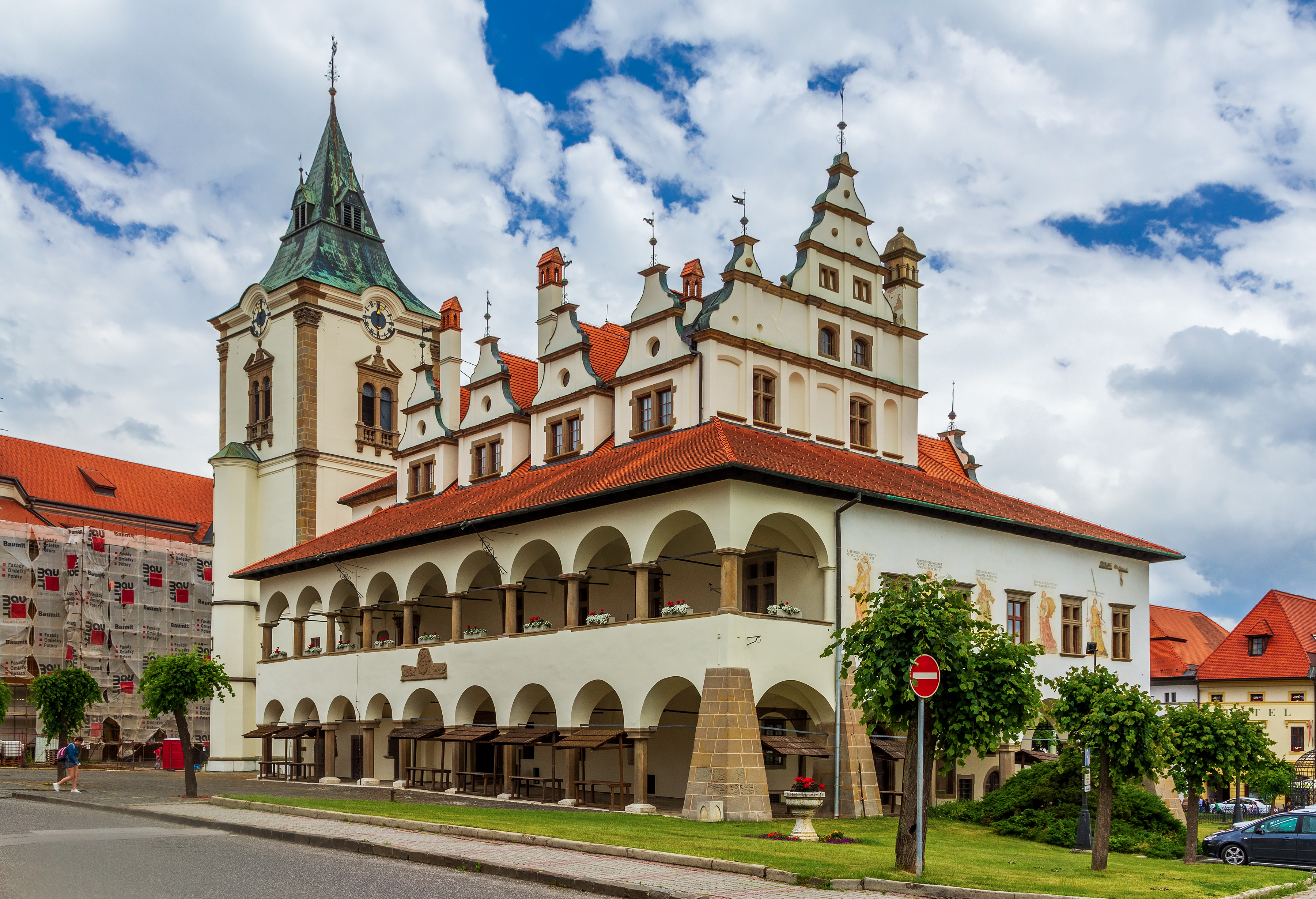
Blick auf das Rathaus

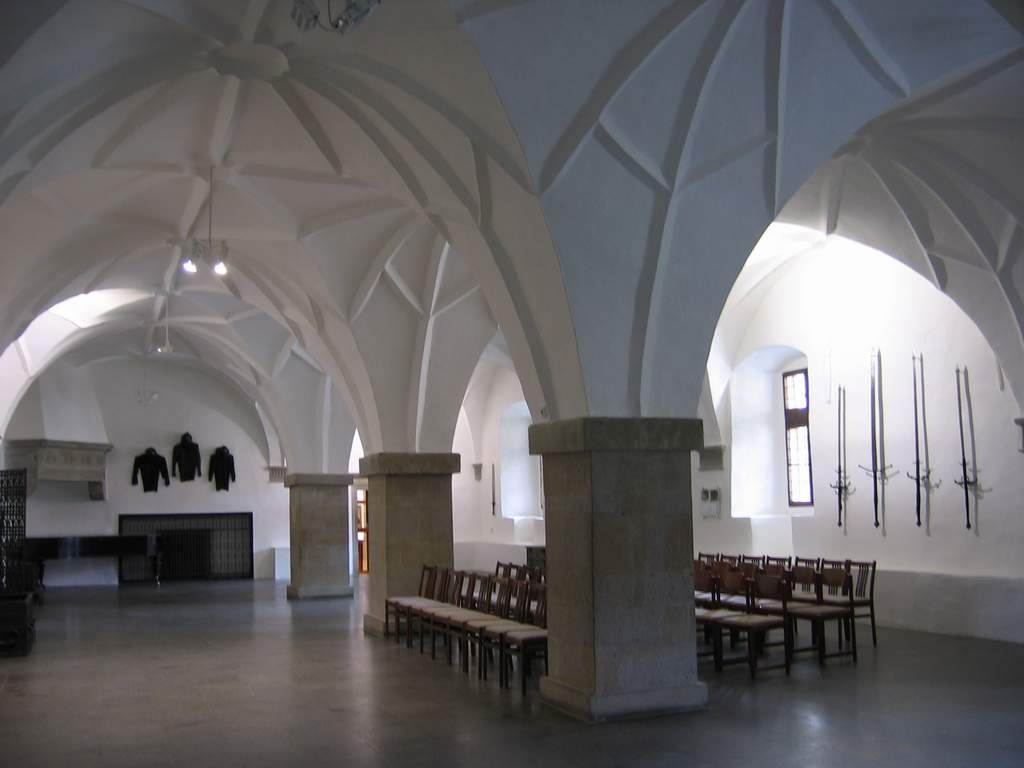
Der große Saal

Das historische Rathaus (slowakisch Radnica) in der slowakischen Stadt Levoča (deutsch Leutschau) befindet sich am Marktplatz (heutiger slowakischer Name Námestie Majstra Pavla), zwischen der römisch-katholischen Jakobskirche nördlich und der evangelischen Kirche südlich des Bauwerks. Die Anschrift lautet Námestie Majstra Pavla 2.
Der ursprüngliche zweigeschossige gotische Bau wurde gegen 1470 erbaut. Nach einer 2022–2023 durchgeführten dendrochronologischer Untersuchung der in den Wänden verborgenen Holzbrettern des Bohlenbelags wurde das Holz dafür gegen 1415 gewonnen, somit weist sie auf einer frühere Errichtung als bisher angenommen hin. Dieser Bau brannte im verheerenden Stadtbrand am 7. Juni 1550 aus, dabei ging auch das im Gebäude untergebrachte Stadtarchiv verloren. Danach begann ein Umbau im Stil der Renaissance, dabei erhielt das Bauwerk teilweise zweigeschossige Arkaden auf den West- und Südseiten. Nach einem weiteren Brand im Jahr 1599 kam es zu weiteren Ergänzungsarbeiten, die bis 1615 dauerten. Auf der Südseite wurden 1615 allegorische Fresken angebracht, die Gerechtigkeit, Tapferkeit, Geduld, Klugheit und Mäßigkeit darstellen. Von 1656 bis 1661 wurde zwischen der Jakobskirche und dem Rathaus der Renaissance-Glockenturm gebaut, der auch die Uhren aufnahm. 1768 wurde der Turm über einen Gang mit dem Rathaus verbunden und wie das Hauptgebäude im 18. Jahrhundert barockisiert. 1893–1895 wurde das Rathaus (nicht aber der Glockenturm) in einem historisierenden Renaissancestil umgestaltet. 
Bis 1955 war das Gebäude Sitz der Stadtverwaltung, heute ist es Sitz einer Niederlassung des Zipser Museums (slowakisch Spišské múzeum), das zum Netzwerk des Slowakischen Nationalmuseums gehört. Im Inneren befinden sich Dauerausstellungen zur Stadtgeschichte sowie zur Kunstgeschichte der Zips. Zu den zugänglichen Räumen gehören der Ratssaal sowie der große, auf drei Säulen gewölbte Saal. Dort ist auch ein Bildnis der „Weißen Frau von Leutschau“ (Julianna Korponay-Géczy) ausgestellt. Vor der südöstlichen Ecke des Rathauses steht der historische Pranger (Schandkäfig) aus der Zeit gegen 1600.